# Luca Pesando
Luca Pesando (20 aprile 1966) è un ex sciatore alpino e allenatore di sci alpino italiano.

## Biografia

### Carriera sciistica
Pesando, originario di Bardonecchia, debuttò in campo internazionale in occasione dei Mondiali juniores di Sugarloaf 1984, dove conquistò la medaglia d'argento nella combinata e quella di bronzo nello slalom gigante; in Coppa del Mondo ottenne il primo piazzamento di rilievo il 24 marzo 1988 a Saalbach-Hinterglemm in supergigante classificandosi all'8º posto: tale risultato sarebbe rimasto il migliore di Pesando nel massimo circuito internazionale, nel quale prese per l'ultima volta il via il 20 febbraio 1995 a Furano in slalom gigante senza completare la prova. Nella stagione 1992-1993 in Coppa Europa vinse la classifica di slalom gigante e si piazzò al 3º posto in quella generale; si ritirò al termine della stagione 1995-1996 e la sua ultima gara fu uno slalom gigante FIS disputato il 10 aprile a Pampeago. Non prese parte a rassegne olimpiche o iridate.

### Carriera da allenatore
Dopo il ritiro è stato allenatore nei quadri della Federazione italiana sport invernali.

## Palmarès

### Mondiali juniores
- 2 medaglie:
  - 1 argento (combinata a Sugarloaf 1984)
  - 1 bronzo (slalom gigante a Sugarloaf 1984)

### Coppa del Mondo
- Miglior piazzamento in classifica generale: 70º nel 1991

### Coppa Europa
- Miglior piazzamento in classifica generale: 3º nel 1993
- Vincitore della classifica di slalom gigante nel 1993

### Campionati italiani
- 4 medaglie[3]:
  - 1 oro (combinata nel 1985)
  - 2 argenti (slalom gigante nel 1990; slalom gigante nel 1992)
  - 1 bronzo (slalom gigante nel 1993)